# محله هوایی ریوس
 ایر پارک ریوس  (به انگلیسی: Rives Air Park) یک فرودگاه همگانی است که یک باند فرود آسفالت دارد و طول باند آن ۸۵۳ متر است. این فرودگاه در کشور ایالات متحده آمریکا قرار دارد و در ارتفاع ۱۶۹ متری از سطح دریا واقع شده است.